# Термічний градієнт в атмосфері
Термі́чний градіє́нт в атмосфе́рі — зміна температури повітря по вертикалі у вільній атмосфері. Дорівнює 0.6°С на кожні 100 м в тропосфері.

## Сухоадіабатичний градієнт
Сухоадіабатичний градієнт -  зміна температури в сухому повітрі, що адіабатично підіймається чи опускається на одиницю висоти (відстані по вертикалі). При підйомі він дорівнює -1°С на 100 м, при опусканні +1,0°С/100м.

## Вологодіабатичний градієнт
Вологоадіабатичний градієнт -  зміна температури насиченого повітря при його підйомі чи опусканні на одиницю висоти. При підйомі він дорівнює –0,6°С/100 м, при опусканні - +0,6°С/100м